# Придорожная аллея
Придоро́жная аллея — аллея в Выборгском районе Санкт-Петербурга. Проходит от проспекта Энгельса до проспекта Культуры параллельно Суздальскому проспекту.

## История
Название присвоили проезду, проходящему от проспекта Энгельса до проспекта Культуры, 4 декабря 1974 года. Связано оно с тем, что, согласно постановлению, «вдоль проезда запроектирована озеленённая полоса для защиты жилых кварталов от железнодорожной ветки и станции „Парнас“». В действительности пространство между проездом и железной дорогой заняли гаражами, пожарной частью и трамвайно-троллейбусным кольцом, а в 2008—2010 годах проложили Суздальский проспект.

## Архитектура
Жилые дома расположены только по нечётной стороне улицы. Преобладают дома серии 1-Лг-600.

## Транспорт
В западной части аллеи находится трамвайно-троллейбусное кольцо «Придорожная аллея», а также располагается автобусная станция (на углу с проспектом Культуры).
Трамваи: 20, 21, 55, 58, 100.
Троллейбусы: № 4(от проспекта Энгельса до проспекта Художников, далее линия не используется действующими маршрутами).
Автобусы: № 60, 178, 198, 208, 251, 555, 567.

## Пересечения
Придорожная аллея пересекает или граничит со следующими проспектами и улицами:
- проспект Энгельса
- улица Есенина
- проспект Художников
- улица Руднева
- проспект Культуры

## Здания и сооружения
- дом 9А, корпус 2 — ГБДОУ детский сад №43 компенсирующего вида Выборгского района Санкт-Петербурга